# Kabupaten Jembrana
Kabupaten Jembrana är ett kabupaten i Indonesien.   Det ligger i provinsen Provinsi Bali, i den sydvästra delen av landet, 900 km öster om huvudstaden Jakarta. Antalet invånare är 261 638. Kabupaten Jembrana ligger på ön Bali.